# Национален отбор по водна топка на Сърбия
Националният отбор по водна топка на Сърбия представлява страната на международни състезания в спорта водна топка. Това е един от най-успешните национални отбори в този спорт, като е печелил медали във всички олимпийски игри, в които е участвал, и е ставал множество пъти световен и европейски шампион.
Без да се броят резултатите като част от Югославия, към 2025 година сръбският отбор е спечелил три световни първенства по водна топка, седем европейски първенства, три световни купи, рекордни 12 световни лиги, четири златни медала на Средиземноморски игри, четири златни медала на универсиади и един от европейски игри. Поради множеството успехи водната топка често е определян като един от националните спортове на Сърбия заедно с баскетбола.
През 2016 година Сърбия става единственият отбор по водна топка, който едновременно държи титлите от 5 шампионата – световно и европейско първенство, световна купа, световна лига и олимпийски игри. Отборът държи рекорда за най-много поредни титли в Световната лига, печелейки пет поредни титли от 2013 до 2017 година. Той е най-успешният национален спортен отбор на Сърбия, спечелил повече титли от всички останали сръбски национални отбори, взети заедно.

## Медали
Включва мачове като Сърбия и Черна Гора и Сърбия.
Актуално към 2025 година
| Състезание            | 1  | 2  | 1  | Общо |
| --------------------- | -- | -- | -- | ---- |
| Летни олимпийски игри | 3  | 1  | 3  | 7    |
| Световно първенство   | 3  | 2  | 3  | 8    |
| Европейско първенство | 7  | 2  | 1  | 10   |
| Световна купа         | 3  | 0  | 2  | 5    |
| Световна лига         | 12 | 1  | 1  | 14   |
| Средиземноморски игри | 4  | 0  | 1  | 5    |
| Универсиада           | 4  | 1  | 2  | 7    |
| Общо                  | 36 | 7  | 13 | 56   |